# Yo, mi mujer y mi mujer muerta
Yo, mi mujer y mi mujer muerta es una película argentina-española de 2019 dirigida por Santi Amodeo. La cinta está protagonizada por Oscar Martínez, Carlos Areces y Ingrid García-Jonsson.

## Reparto
| Intérprete                | Personaje              |
| ------------------------- | ---------------------- |
| Oscar Martínez            | Bernardo               |
| Carlos Areces             | Abi                    |
| Ingrid García Jonsson     | Amalia                 |
| Malena Solda              | Eli                    |
| German Baudino            | Empleado de Cementerio |
| Carolina Bassecourt       | Chica fiesta           |
| José Luis Adserías        | Eugenio                |
| Cris Nollet               | Cris                   |
| Jorge Booth               | Amigo                  |
| Julián Larquier Tellarini | Alumno                 |

## Sinopsis
Bernardo no se siente dispuesto a cumplir el último deseo de su difunta esposa española, esparcir sus cenizas en la Costa del Sol donde ella nació y frecuentaba todos los años. Pero termina por cambiar de decisión y decide viajar hasta España para cumplir finalmente el deseo. Lo que no esperaba era descubrir cosas del pasado de su amada que hicieron cambiar completamente el recuerdo que tenía de ella.